# Waltraut Haas

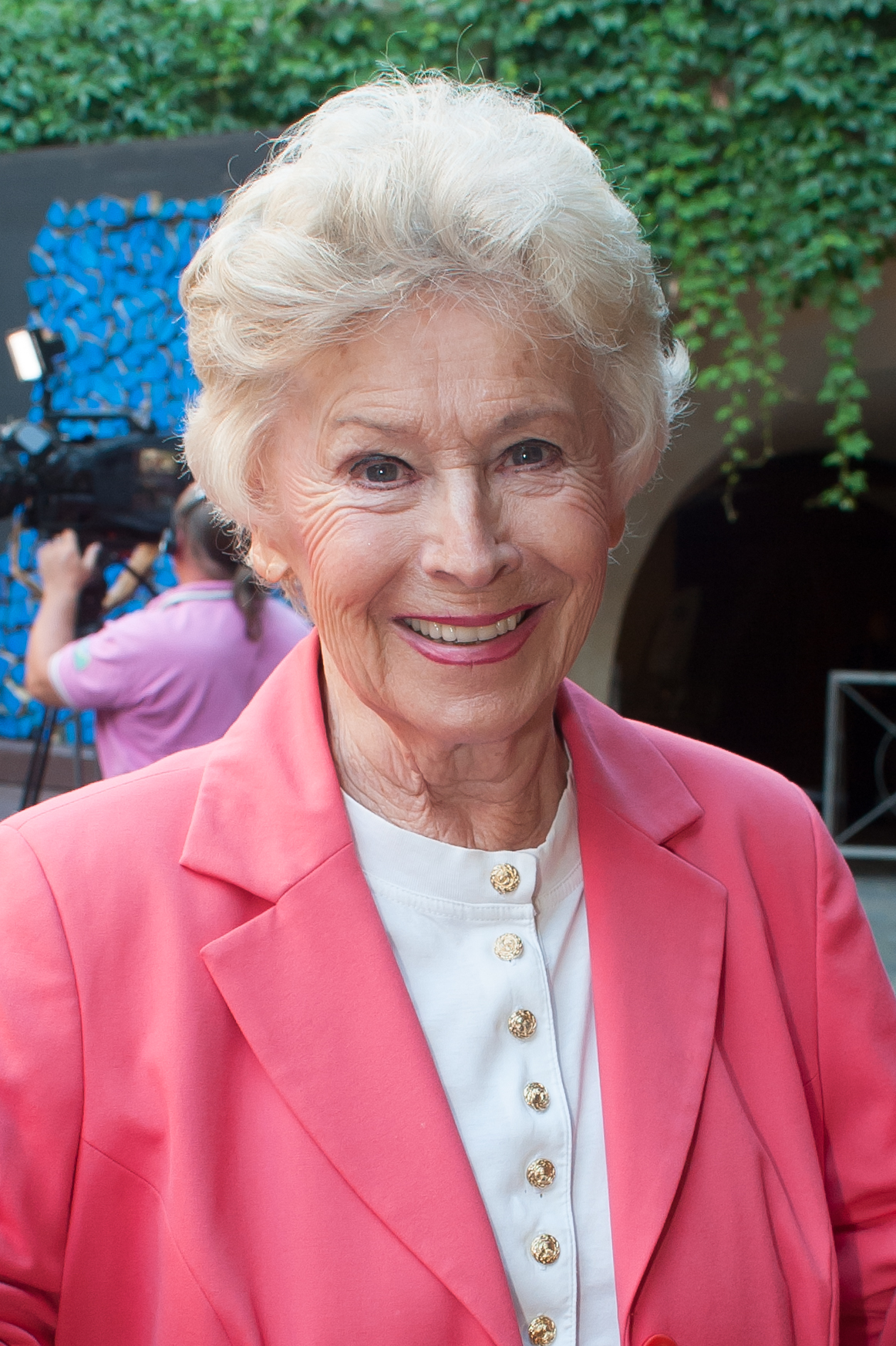
Waltraut Haas (2016)

Waltraut Haas, auch Waltraud Haas und Waltraute Haas-Strahl (* 9. Juni 1927 in Wien; † 23. April 2025 ebenda) war eine österreichische Schauspielerin und Sängerin. Sie erreichte durch ihre Auftritte in Heimat- und Musikfilmen wie Der Hofrat Geiger und Im weißen Rößl große überregionale Bekanntheit.

## Leben
Die Tochter des Volksschullehrers Walther Haas sowie der Ehefrau Stefanie, geborene Klager, verlor ihren Vater im Alter von fünf Jahren. Ihre Mutter betrieb im Schloss Schönbrunn ein Restaurant, so wuchs Haas im Schlosskomplex auf. Auf Wunsch ihrer Mutter besuchte sie zunächst eine Haushaltsschule und machte die Gesellenprüfung in der Schneiderei. Danach absolvierte sie das Konservatorium für darstellende Kunst in Wien und nahm bei der Burgschauspielerin Julia Janssen zusätzlich privaten Schauspielunterricht. Ihr Debüt gab sie am Landestheater Linz im Sommer 1946 in der Rolle der Hermia in Shakespeares Ein Sommernachtstraum.
Ab 1948 spielte sie am Renaissancetheater und an anderen Wiener Bühnen. So trat sie bereits 1949 gemeinsam mit Peter Alexander in Ludwig Schmidseders Operette Abschiedswalzer am Wiener Bürgertheater auf.
Ihren Durchbruch als Filmschauspielerin erlebte sie mit der Rolle des jungen Wachauer Mädels Mariandl Mühlhuber im Heimatfilm Der Hofrat Geiger (1947):

„In dem auch noch sehr jungen Töchterchen Mariandl wird das Wiener Kinopublikum im Herbst übrigens eine Neuentdeckung des Films kennenlernen: Waltraut Haas […]. Waltraut Haas, die zwar schon als Kind Schauspielerin werden wollte, aber auf elterlichen Rat vorerst drei manuelle Berufe erlernte, ist ein liebes Wiener Mädel mit Scharm, Temperament und echtem Blondhaar.“

Im Remake Mariandl (1961) und der Fortsetzung Mariandls Heimkehr (1962) verkörperte sie die Mutter, ebenso bei den Wachaufestspielen 2005, bei denen ihr Mann den Hofrat spielte und Regie führte. Er sollte auch im Wiener Gloria-Theater Regie führen, starb jedoch vorher. Im September 2011 hatte dann das Stück mit ihrem Sohn Marcus Strahl als Regisseur Premiere, und Haas spielte die Ziehoma.
Im Jahr 1953 schien sich die Chance auf eine internationale Karriere zu bieten, als sie für das amerikanisch-britisch-deutsch-spanische Projekt The Story of William Tell mit Hauptdarsteller Errol Flynn verpflichtet wurde. Der im CinemaScope-Verfahren gedrehte Film blieb jedoch unvollendet und kam nicht in die Kinos.
Haas war vor allem in den 1950er- und 1960er-Jahren populär, als sie in zahlreichen musikalischen Unterhaltungs- und Operettenfilmen mitspielte, darunter als Rößlwirtin Im weißen Rößl (1960) mit Peter Alexander als Leopold. In den 1960er-Jahren kehrte sie wieder häufiger auf die Bühne zurück. Ab 1990 schrieb sie Märchenbücher.

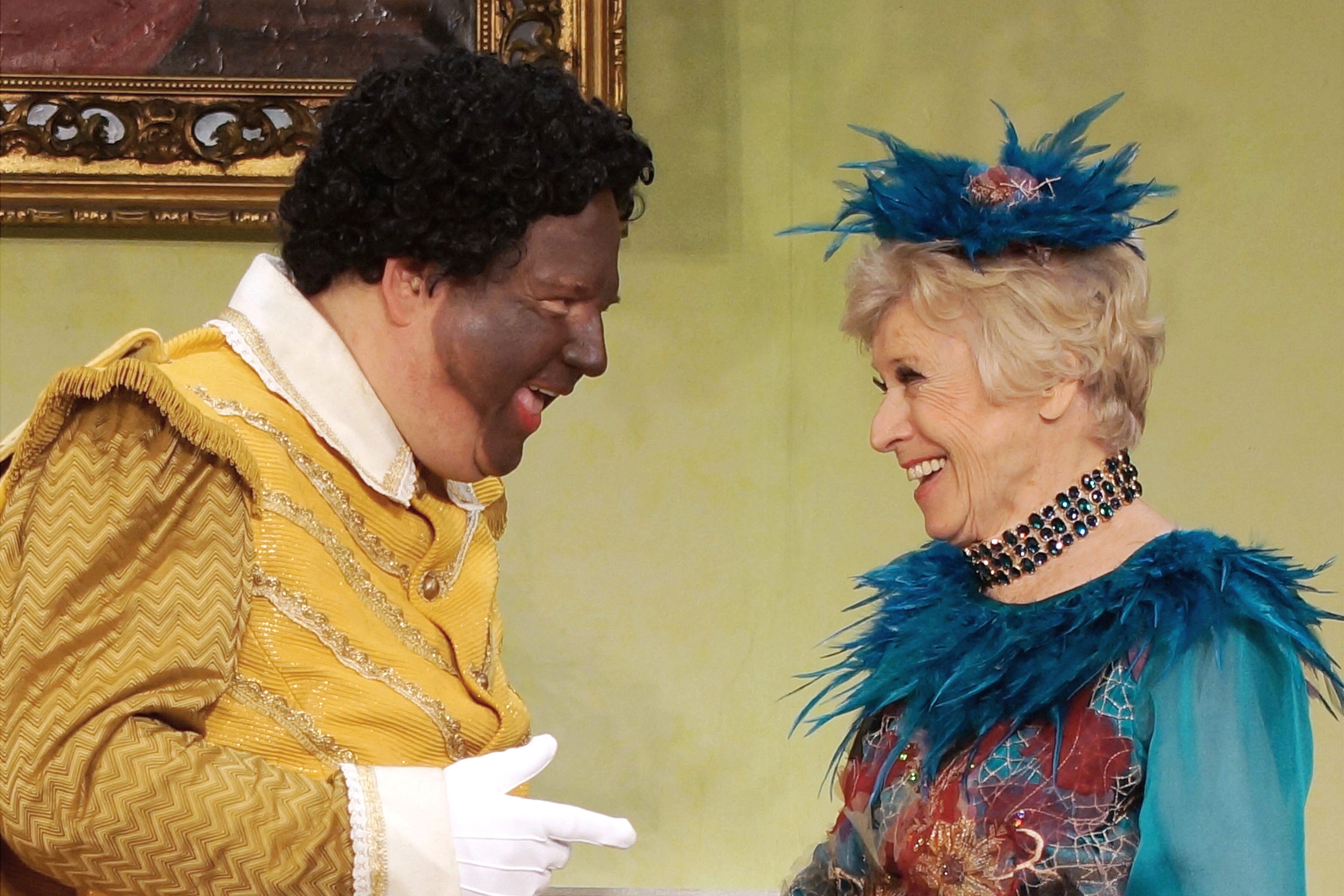
Waltraud Haas mit Gerald Pichowetz in der Komödie Otello darf nicht platzen, Gloria-Theater (2016)

Ab dem 28. Juli 1966 war Waltraut Haas mit dem Schauspieler Erwin Strahl verheiratet. Regisseur Franz Antel filmte die kirchliche Eheschließung am 30. Juli in Sankt Gilgen bei den Dreharbeiten zu der Produktion 00 sex am Wolfgangsee, benutzte die Trauungsszene aber vereinbarungsgemäß nicht für Filmzwecke. Ihr gemeinsamer Sohn ist der Theaterregisseur und Schauspieler Marcus Strahl. Der Musiker Andy Lee Lang ist ein Großneffe.
Im Jahr 2008 wurde die Künstlerin in Würdigung ihrer langjährigen und herausragenden Verdienste um Theater, Film und Kunst auf Vorschlag von Intendant Hans Pischner und Kammersänger Heiko Reissig zum ordentlichen Ehrenmitglied der Europäischen Kulturwerkstatt (EKW) in Berlin berufen.
Gemeinsam mit Rudi Giovannini nahm sie 2016 zu ihrem 70-jährigen Bühnenjubiläum das Duett Dieses Glücksgefühl auf.
Seit über 50 Jahren lebte Waltraut Haas in ihrem gemeinsam mit Ehemann Erwin Strahl erbauten Haus am Küniglberg im 13. Wiener Gemeindebezirk Hietzing in der Nähe der Rosenhügel-Filmstudios.
Haas starb am 23. April 2025 im Alter von 97 Jahren in Wien.

## Filmografie

### Kino
- 1947: Der Hofrat Geiger
- 1949: Ein bezaubernder Schwindler
- 1949: Kleiner Schwindel am Wolfgangsee
- 1950: Es liegt was in der Luft
- 1950: Gruß und Kuß aus der Wachau
- 1951: Der letzte Schuß
- 1951: Tanz ins Glück
- 1952: Du bist die Rose vom Wörthersee
- 1952: Hallo Dienstmann
- 1952: Ideale Frau gesucht
- 1952: Knall und Fall als Hochstapler
- 1952: 1. April 2000
- 1952: Der Obersteiger
- 1953: Der Onkel aus Amerika
- 1953: Der keusche Josef
- 1953: Südliche Nächte
- 1954: Wenn du noch eine Mutter hast (Das Licht der Liebe)
- 1954: Der Zigeunerbaron
- 1954: Die schöne Müllerin
- 1955: Das Lied von Kaprun
- 1955: Der falsche Adam
- 1955: Wenn der Vater mit dem Sohne
- 1955: Der fröhliche Wanderer
- 1955: Das Mädchen vom Pfarrhof
- 1955: Musik im Blut
- 1956: …und wer küßt mich? (Ein Herz und eine Seele)
- 1956: Die Stimme der Sehnsucht
- 1956: Lumpazivagabundus
- 1956: Der Bettelstudent
- 1956: Der Adler vom Velsatal
- 1956: Jede Nacht in einem anderen Bett
- 1957: 2 Herzen voller Seligkeit
- 1957: Der König der Bernina
- 1958: … denn keiner ist ohne Sünde (Filles de nuit)
- 1958: Eine Reise ins Glück
- 1958: Der schwarze Blitz
- 1958: Immer die Radfahrer
- 1959: Paprika
- 1959: Melodie und Rhythmus (Cameo)
- 1959: Traumrevue
- 1959: Ein Walzertraum
- 1960: Im weißen Rößl
- 1961: Junge Leute brauchen Liebe
- 1961: Mariandl
- 1961: Saison in Salzburg
- 1962: Mariandls Heimkehr
- 1962: Hochzeitsnacht im Paradies
- 1963: Der 42. Himmel
- 1963: Ist Geraldine ein Engel? (Kurzauftritt)
- 1963: Im singenden Rößl am Königssee
- 1964: Happy-End am Wörthersee (Happy-End am Attersee)
- 1965: Das ist mein Wien
- 1966: 00 sex am Wolfgangsee
- 1969: Komm nach Wien, ich zeig dir was!
- 1970: Gejodelt wird zuhause!
- 1971: Außer Rand und Band am Wolfgangsee
- 1998: Fünf Minuten
- 2001: Ene mene muh – und tot bist du, Regie: Houchang Allahyari
- 2017: Das kleine Vergnügen

### Fernsehen (Auswahl)
- 1962: Gasparone (TV)
- 1962: Die Kaiserin (TV)
- 1966: Meine Schwester und ich (TV)
- 1966: Das rote Tuch (TV)
- 1969: Oberinspektor Marek – Einfacher Doppelmord (TV)
- 1990: Roda Roda (TV-Serie)
- 1991: Ein Schloß am Wörthersee, Folge: Alte Liebe rostet nicht (TV-Serie)
- 2020: Das Glück ist ein Vogerl (Fernsehfilm)

## Auszeichnungen
- 1957: Perle des Atlantik bei den Filmfestspielen in Mar del Plata
- 1979: Pro arte populi (Orden für die Förderung des Wienerliedes im Ausland)
- 1987: Ehrenmedaille der Bundeshauptstadt Wien in Gold
- 1988: Robert Stolz-Preis für ihre Interpretation von Der kleine Gardeoffizier
- 1994: Rouge & Noir (Filmpreis der Casinos Austria) für ihr Lebenswerk
- 2001: Großes Ehrenzeichen für Verdienste um das Bundesland Niederösterreich (mit Erwin Strahl)
- 2001: Rose vom Wörthersee als beste Schauspielerin
- 2002: Operettenpreis von Berlin/Brandenburg (mit Erwin Strahl)
- 2003: Österreichisches Ehrenkreuz für Wissenschaft und Kunst[17]
- 2006: Goldene Harfe (Ehrenzeichen des Musikvereins Freunde der Operette)
- 2008: Ehrenmitglied der Europäischen Kulturwerkstatt Berlin-Wien (EKW)
- 2010: Goldenes Ehrenzeichen für Verdienste um das Land Wien[18]
- 2016: Goldener Rathausmann der Stadt Wien[19]
- 2017: Ehrenplakette des Landes Niederösterreich[20]
- 2018: Dr.-Friedrich-Wilhelm-Prinz-von-Preußen-Preis[21]

## Eigene Veröffentlichungen
- Waltraut Haas: Winzis Abenteuer, Stuttgart, Titania Verlag, 1990
- Waltraut Haas: Mein goldenes Märchenbuch, Wien, G&G-Verlag, 2003